# Museumsdepot Sudenburg

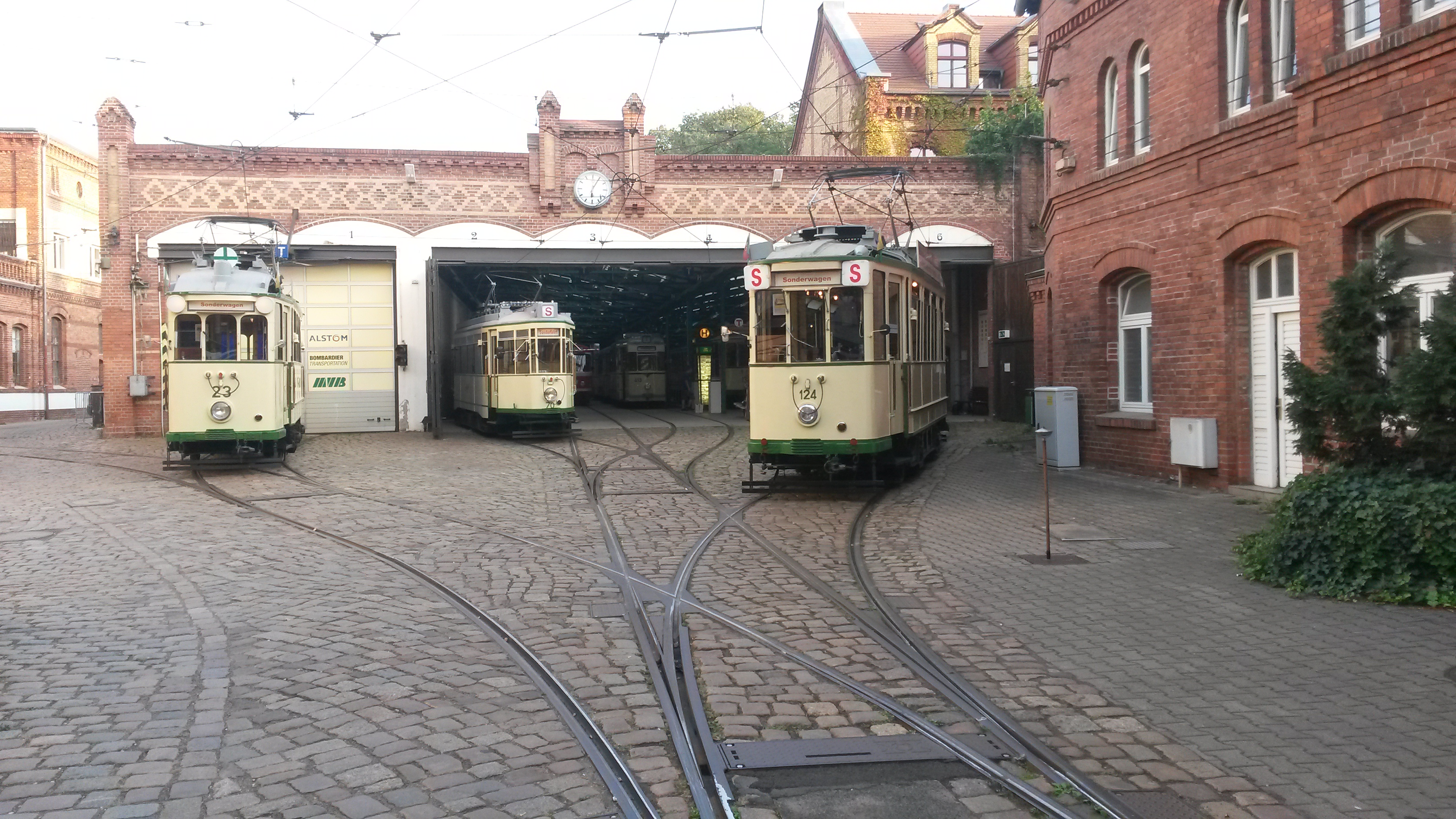
Depot Sudenburg, September 2016

Im Museumsdepot Sudenburg ist eine Sammlung von historischen Straßenbahn-Fahrzeugen im Magdeburger Stadtteil Sudenburg. Es befindet sich im ehemaligen Depot Sudenburg der Straßenbahn Magdeburg direkt an der Haltestelle Ambrosiusplatz. Die Fahrzeuge und das Depot werden vom Verein Interessengemeinschaft Historischer Nahverkehr & Straßenbahnen bei den MVB e.V. (IGNah) betreut.

## Geschichte
Das Depot in Sudenburg entstand 1877 am dortigen Endpunkt der ersten Strecke der Pferdebahn Magdeburg, die ihren Betrieb am 16. Oktober 1877 aufnahm. Es ist damit auch das älteste Depot der Magdeburger Straßenbahn. Zwei weitere, kleinere Depots folgten noch im gleichen Jahr an den anderen Endstellen der ersten Strecken in Buckau und Neustadt. In Sudenburg als dem größten Depot befanden sich auch die Verwaltung und die Werkstatt der Magdeburger Pferde-Eisenbahn-Gesellschaft. 1899 wurde der Pferdebetrieb auf der Sudenburger Strecke aufgegeben und der elektrische Betrieb aufgenommen. Der Betriebshof in Sudenburg wurde entsprechend umgerüstet, allerdings ab 1902 nach Inbetriebnahme der neuen Hauptwerkstatt Brückfeld nicht mehr als Werkstatt für Hauptuntersuchungen verwendet. Ab 1920 diente das Depot als Endpunkt im Linienverkehr, zunächst für die Linie 9. 1928 endeten die Linien 9 und 11 am Depot, der weiterführende Abschnitt bis zur Bergstraße wurde von der Linie 1 bedient. Nach dem Krieg verkehrten alle Linien in der Regel bis zur 1932 erbauten Endschleife Sudenburg und wendeten nicht mehr am Depot. Bis 1991 nutzten die Magdeburger Verkehrsbetriebe (MVB) das Depot für den planmäßigen Betrieb und übergaben es anschließend an die Magdeburger Straßenbahnfreunde, die aus einer bereits 1971 ins Leben gerufenen Arbeitsgemeinschaft des Deutschen Modelleisenbahn-Verbands der DDR hervorgegangen waren.

## Bestand
Zu den Fahrzeugen zählen:
Triebwagen
- 23 – Typ „Falkenried“, Baujahr 1899/1928
- 38 – Typ „Falkenried“, Baujahr 1899
- 138 – Typ „Lindner“, Baujahr 1915 – Gottfried Lindner AG
- 124 – Typ „Niesky“, Baujahr 1926 – Christoph & Unmack
- 70 – Typ „Kleiner Hecht“, Baujahr 1943 – Christoph & Unmack
- 413 – Typ „Gotha T2-62“, Baujahr 1966
- 1001 – Typ „Tatra T4D“, Baujahr 1968 – ČKD Tatra
- 1120 – Typ Tatra T4D, Baujahr 1969

Beiwagen
- 42 – Typ „Sommerbeiwagen“, Baujahr 1888
- 352 – Typ „Falkenried“, ex Tw 78, Baujahr 1899/1929
- 300 – Typ „Falkenried“, Baujahr 1914
- 243 – Typ „KSW“, ex ÜSTRA Hannover, Baujahr 1947
- 509 – Typ „Gotha EB 59“, Baujahr 1959
- 519 – Typ „Gotha B2-62“, Baujahr 1966
- 2002 – Typ „Tatra B4D“, Baujahr 1969

Sonderfahrzeuge
- 506 – Schienenschleifwagen, Baujahr 1936